# Corymbia
Corymbia ist eine Pflanzengattung innerhalb der Familie der Myrtengewächse (Myrtaceae). Von den 95 bis 115 Arten kommen fast alle nur in Australien vor; nur etwa fünf Arten kommen südlichen Papua-Neuguinea vor. Englischsprachige Trivialnamen sind „Bloodwood“, „Ghost Gum“ oder „Spotted Gum“. Einige Arten werden vielseitig genutzt.

## Beschreibung

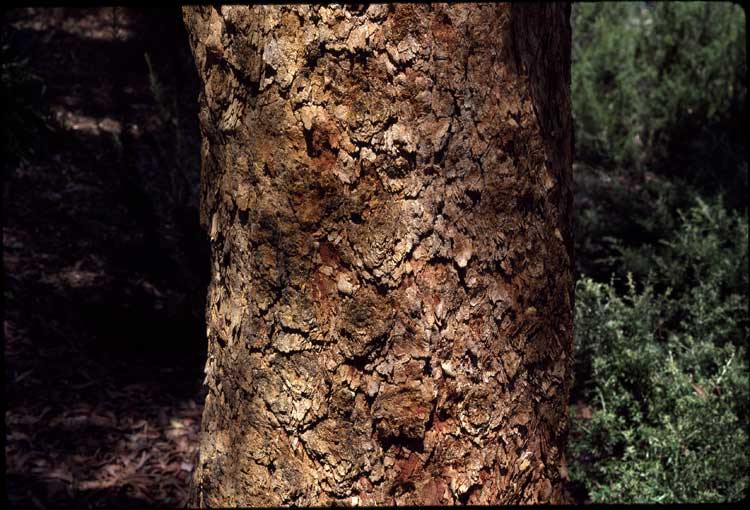
Tesselierte Borke von Corymbia peltata

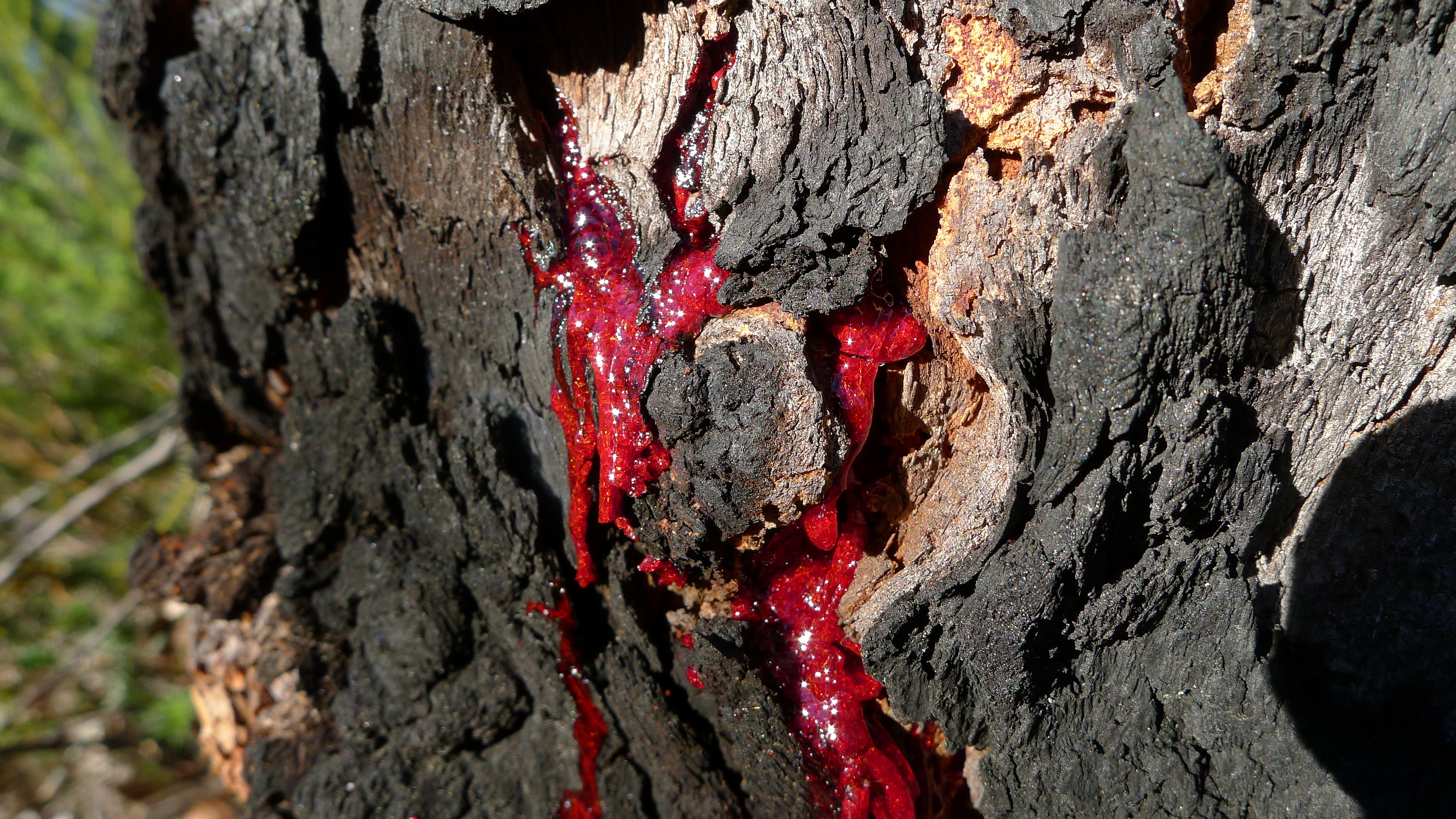
Rotes Kino von Corymbia gummifera

Blütenstand von Corymbia ficifolia

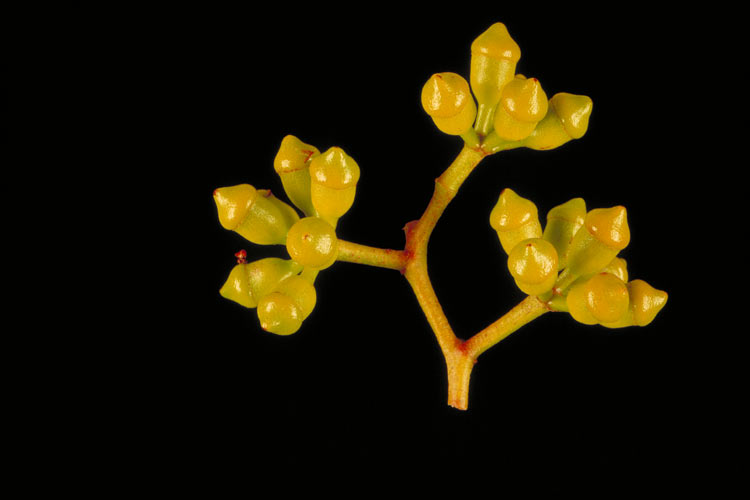
Ausschnitt eines Blütenstandes mit Blütenknospen von Corymbia bloxsomei

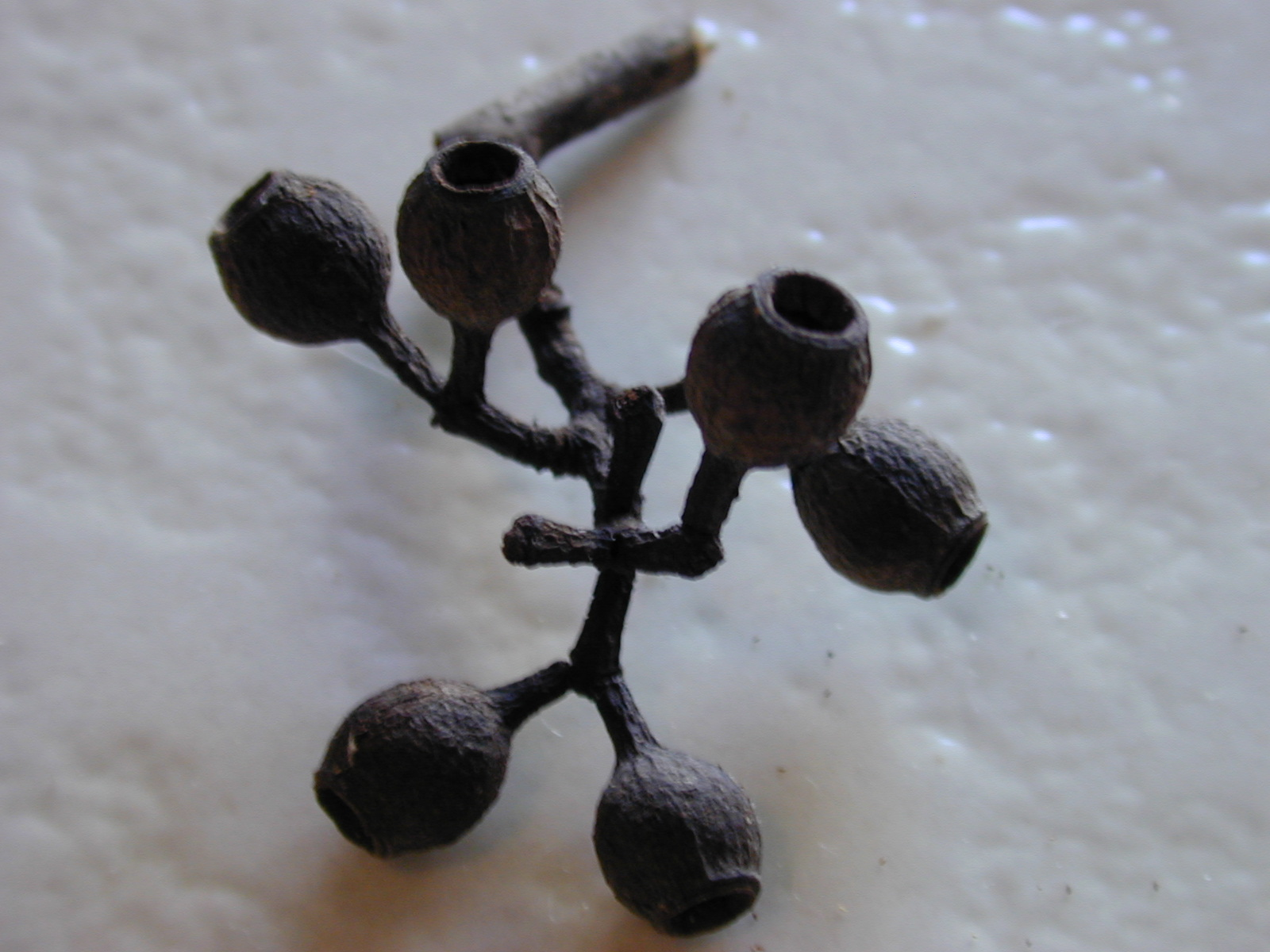
Früchte des Zitroneneukalyptus (Corymbia citriodora)

### Erscheinungsbild, Borke und Blätter
Corymbia-Arten sind immergrün und wachsen meist als Bäume, selten in der Wuchsform der Mallee-Eukalypten, dies ist eine Wuchsform, die mehr strauchförmig als baumförmig ist, es sind meist mehrere Stämme vorhanden, die einen Lignotuber ausbilden. Sie erreichen Wuchshöhen von 5 bis 40 Metern, selten bis zu 70 Metern wie Corymbia maculata.
Die Borke ist am ganzen Stamm glatt oder verbleibt am unteren Teil des Stammes und ist tesseliert (ziegelartig strukturiert). Sie ist grau bis grau-schwarz, sowie matt, und an den oberen Teilen des Stammes und der Äste weiß, grau, cremeweiß bis lachsfarben oder orangefarben. Dort schält sie sich in kurzen Bändern oder kleinen, polygonalen Flicken. Öldrüsen gibt es in der Borke und im Mark.
Viele Arten produzieren in ihrem Holz und der Rinde ein rotes Kino. Darum werden sie auch als Bloodwood oder Blutholz bezeichnet.
Bei Corymbia liegt Heterophyllie vor. Bei manchen Arten enthält die Krone der ausgewachsenen Exemplare Jugendblätter. Die gegenständig bis pseudogegenständig angeordneten Laubblätter stehen bei manchen Arten gedreht mit der schmalen Seite der Sonne zugewandt an den Zweigen. Die meist aromatischen Laubblätter sind stets in Blattstiel und Blattspreite gegliedert. Der Blattstiel kann kaum sichtbar bis lang sein. Die einfachen Blattspreiten sind je nach Art krautig oder ledrig. An jungen Exemplaren sind die Blattspreiten lanzettlich bis eiförmig und besitzen steife Drüsenhaare, manchmal nur anscheinend keine. An mittelalten Pflanzen sind die Blattspreiten lanzettlich bis elliptisch, gerade, ganzrandig und matt grün. Die auf Blattunterseite und -oberseite gleich matt grau-grün gefärbten Blattspreiten an erwachsenen Exemplaren sind relativ dick, gerade und schmal- bis breit-lanzettlich oder eiförmig mit stumpfer oder spitz-zulaufender Spreitenbasis und spitzem bis gerundetem oberen Ende. Es liegt meist Fiederaderung vor, aber manchmal sieht es nach Paralleladerung aus oder es ist nur eine Blattader erkennbar; zwischen den Seitenadern befinden sich Netzadern. Die kaum erkennbaren Seitenadern gehen geringe Abständen in einem stumpfen Winkel von der Mittelader ab. Auf jeder Blatthälfte gibt es eine ausgeprägte, durchgängige, sogenannte Intramarginalader, sie verläuft in geringem Abstand am Blattrand entlang. Es sind keine Nebenblätter vorhanden.

### Blütenstände und Blüten
Endständig oder seitenständig auf einem stielrunden Blütenstandsschaft steht ein zusammengesetzter, wenig verzweigter, rispiger oder thyrsoider Gesamtblütenstand (Schirmrispe, Corymb), der aus unregelmäßigen, doldigen Teilblütenständen besteht, die jeweils meist sieben (drei bis elf) Blüten enthalten. Es können unter jeder Blüte zwei Deckblätter vorhanden sein. Die Blütenstiele sind stielrund.
Die keulenförmige Blütenknospe ist nicht blau-grün bemehlt oder bereift. Die zwittrigen Blüten sind radiärsymmetrisch und vier- oder fünfzählig mit doppelter Blütenhülle. Der freie Blütenbecher (Hypanthium) ist glatt. Die vier oder fünf Kelchblätter bilden eine äußere Calyptra oder Operculum, die früh abfällt oder noch während der Anthese vorhanden ist. Die glatte äußere Calyptra ist relativ flach und schüsselförmig oder kurz konisch und so breit wie der Blütenbecher. Die vier oder fünf mehr oder weniger freien, meist weißen oder cremefarbenen, seltener roten (Corymbia ficifolia), ganzrandigen Kronblätter können mehr oder weniger mit den Kelchblättern verwachsen sein und können zu einer inneren Calyptra verwachsen sein, diese kann gleichzeitig mit oder später als die äußere Calyptra abfallen. Die vielen (20 bis 150) meist weißen oder cremefarbenen, seltener roten (Corymbia ficifolia) Staubblätter stehen meist in einigen kontinuierlichen Kreisen und entwickeln sich zentripetal; sie können alle gleich oder deutliche verschieden sein. Die in der Knospe regelmäßig nach innen gebogenen Staubfäden sind untereinander frei und nicht mit den Kronblättern verwachsen. Die frei beweglichen, dorsifixen Staubbeutel länglich oder länglich-verkehrt-eiförmig und öffnen sich mit parallelen Schlitzen. Der Staubbeutel kann ein Anhängsel mit großer Drüse besitzen. Es ist ein Diskus vorhanden. Der Fruchtknoten ist, außer seinem oberen Ende, vom Blütenbecher umhüllt. Meist drei oder vier Fruchtblätter sind zu einem halbunterständigen, meist zwei-, drei- oder vierkammerigen Fruchtknoten verwachsen. Der gestielte Fruchtknoten enthält viele (20 bis 50) aufsteigende, hemi-anatrope Samenanlagen in zentralwinkelständiger Plazentation. Der Griffel ist aufrecht oder gekrümmt in der Knospe. Die Narben besitzen kurze oder lange Papillen.

### Früchte und Samen
Die gestielten Kapselfrüchte sind zylindrisch, ei-, kugel- oder urnenförmig und verholzen bei den meisten Arten; sie öffnen sich bei Reife. Der Diskus ist eingedrückt und die drei bis vier Fruchtfächer sind eingeschlossen.
Die kniescheibenförmigen oder eiförmigen Samen sind regelmäßig oder abgeflacht mit einer schwach netzartig und matten bis seidenmatten, roten oder rot-braunen Samenschale (Testa). Am oberen Ende des Samens befindet sich ein Hilum. Der geflügelte oder ungeflügelte Same enthält kein Endosperm. Der Embryo besitzt zwei nierenförmige Keimblätter (Kotyledonen).

## Ökologie
Die Bestäubung erfolgt durch Insekten (Entomophilie) oder durch Vögel (Ornithophilie).

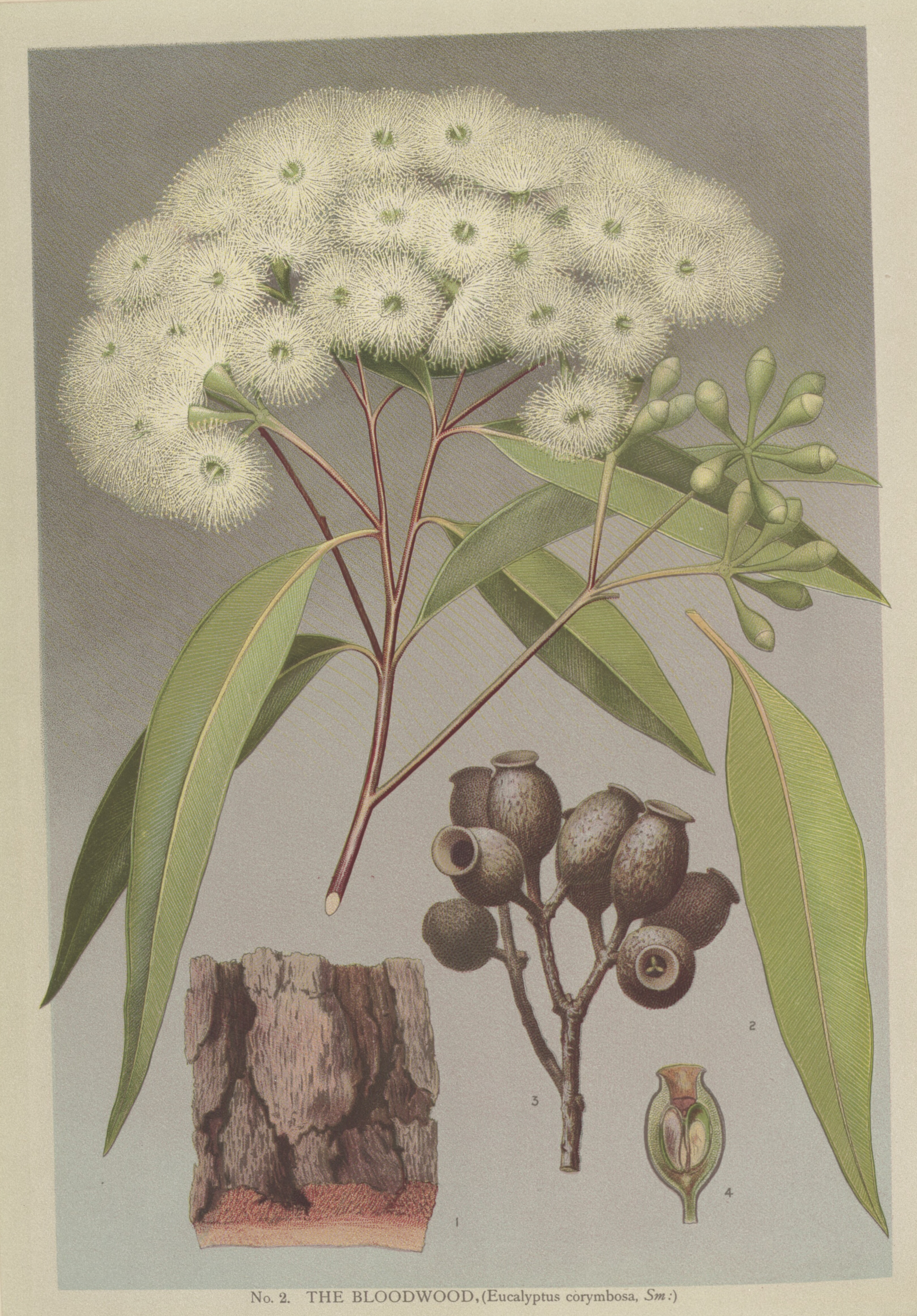
Illustration von Corymbia gummifera

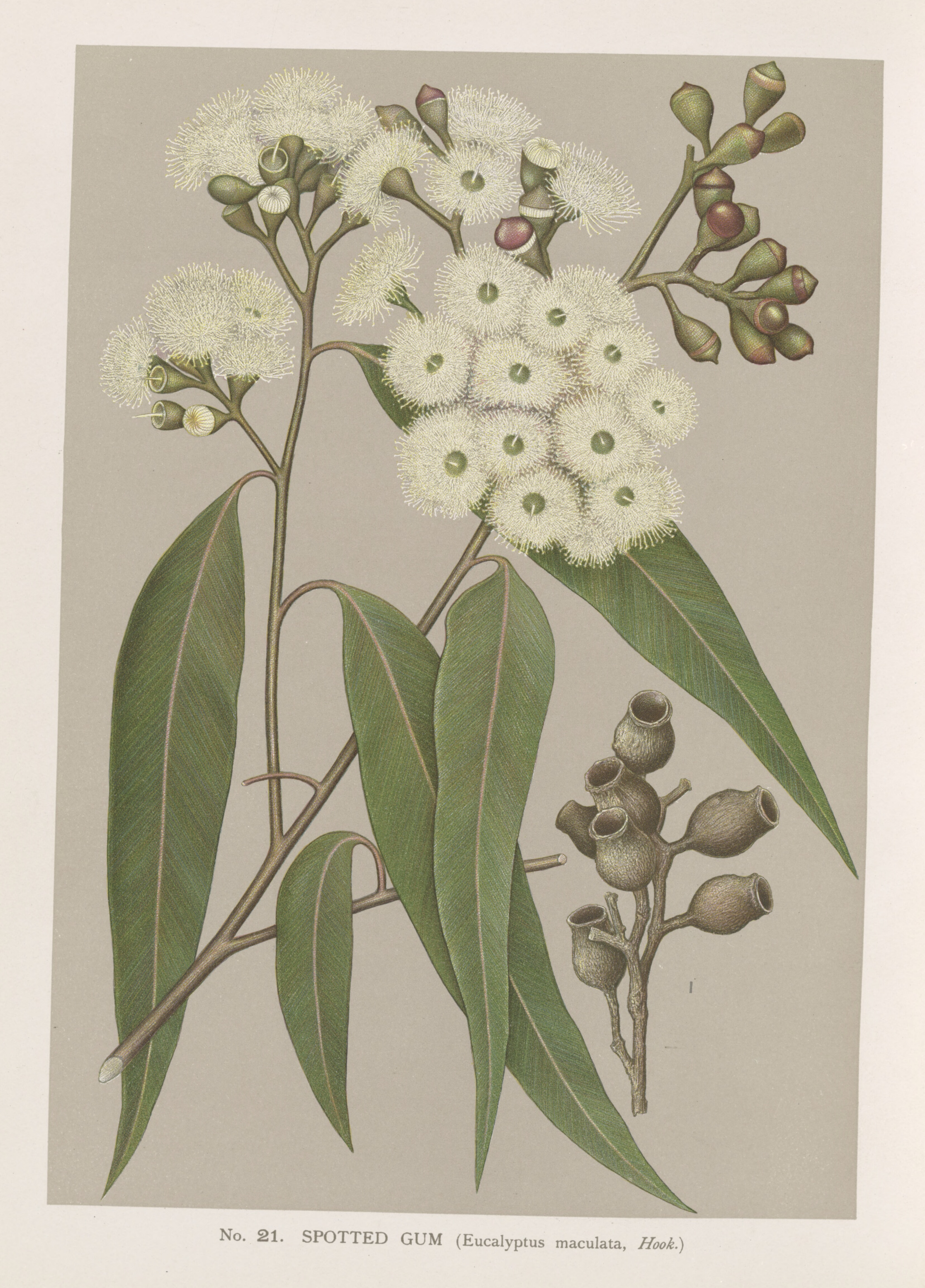
Illustration von Corymbia maculata

## Systematik
Die Gattung Corymbia wurde 1995 durch Kenneth D. Hill und Lawrence Alexander Sidney Johnson in Systematic studies in the eucalypts. 7. A revision of the bloodwoods, genus Corymbia (Myrtaceae). In: Telopea, Volume 6, Issue 2–3, Seite 214 aufgestellt. Typusart ist Corymbia gummifera (Gaertn.) K.D.Hill & L.A.S.Johnson. Synonyme für Corymbia K.D.Hill & L.A.S.Johnson sind: Eucalyptus ser. Corymbosae Blakely und Eucalyptus subser. Corymbosae Benth.
Die Gattung Corymbia gehört zur Tribus Eucalypteae in der Unterfamilie Myrtoideae innerhalb der Familie Myrtaceae.

### Botanische Geschichte
Eucalyptus subser. Corymbosae Benth. wurde bereits von Bentham 1867 als separate Gruppe in der großen und weit verzweigten Gattung Eucalyptus angesehen. William Faris Blakely in A Key to the Eucalypts, 15, 1934, Seite 73 stufte diese Verwandtschaftsgruppe als Serie Eucalyptus ser. Corymbosae Blakely der Gattung Eucalyptus ein. Molekulargenetische Untersuchungen in den 1990er-Jahren zeigten, dass diese Arten mehr mit den Angophora-Arten als mit der Kerngruppe der Gattung Eucalyptus verwandt sind und daher besser als eigene Gattung angesehen werden. Erst 1995 wurden sie von Ken Hill und Lawrie Johnson in Systematic studies in the eucalypts. 7. A revision of the bloodwoods, genus Corymbia (Myrtaceae). In: Telopea, Volume 6, Issue 2-3, Seite 185–504 in den Rang einer Gattung Corymbia gestellt. Ein weiteres Synonym für Corymbia K.D.Hill & L.A.S.Johnson ist Eucalyptus subg. Corymbia (K.D.Hill & L.A.S.Johnson) Brooker (in Murray Ian Hill Brooker: A new classification of the genus Eucalyptus L'Her. (Myrtaceae). In: Australian Systematic Botany, volume 13, Issue 1, 2000, S. 85).
Alle drei Gattungen der Eukalypten s. l. – Eucalyptus, Corymbia und Angophora – sind eng miteinander verwandt, oft schwer zu unterscheiden und werden immer noch unter dem Begriff Eukalypten zusammengefasst. Seit Hill und Johnson 1995 die Gattung Corymbia aufstellten gibt es fortgesetzte Untersuchungen über die Verwandtschaft der drei Gattungen. Genetische Analysen der ETS- und Spacer-Abschnitte der DNA, die 2006 von Carlos Alberto Parra Osorio und Kollegen bei 67 Taxa (47 davon in der Gattung Corymbia) durchgeführt wurden, zeigten auf, dass Corymbia und Angophora am engsten miteinander verwandt sind und Eucalyptus eine früher abgespaltene Gattung darstellt. In Parra Osorio, Carlos Alberto & Michael Bayly: ETS sequences support the monophyly of the eucalypt genus Corymbia (Myrtaceae). In: Taxon, Volume 55, Nr. 3, 2006, Seite 653–663 wurden erörtert, dass die kleinen Gattungen Eucalyptopsis, Stockwellia und Allosyncarpia bilden eine eigene Verwandtschaftsgruppe, die sich noch früher abgespalten hat. 2009 fügten Osorio et al. weitere Taxa hinzu und veröffentlichten eine kombinierte Analyse der Zell-rDNA (ETS + Spacer) und der morphologischen Merkmale, um die verwandtschaftlichen Beziehungen innerhalb der Gattungen klarzustellen. So wurden zwei hauptsächliche Verwandtschaftsgruppen bestätigt, die sie als Untergattungen von Corymbia: Corymbia und Blakella definierten.

### Unterscheidung der nah verwandten Gattungen
Corymbia sind als Eukalypten definiert, die schirmrispige (englisch corymb) Blütenstände besitzen. Diese Blütenstände erscheinen wie zusammengesetzte Dolden, besitzen aber am Rand verlängerte Blütenstiele, die zu einer flachen Oberflächenausbildung des Blütenstands führen. Die Gattung Angophora ist von der Gattung Eucalyptus sehr viel schwieriger zu unterscheiden. Das wichtigste Unterscheidungsmerkmal ist die Stellung der Laubblätter am Zweig bei den ausgewachsenen Pflanzenexemplaren: Während die Angophora gegenständige Laubblätter besitzen, trifft dies auf die meisten Arten der Gattung Eucalyptus nicht zu. Die jüngeren Exemplare dieser Arten besitzen aber doch oft die Blattanordnung der Angophora.

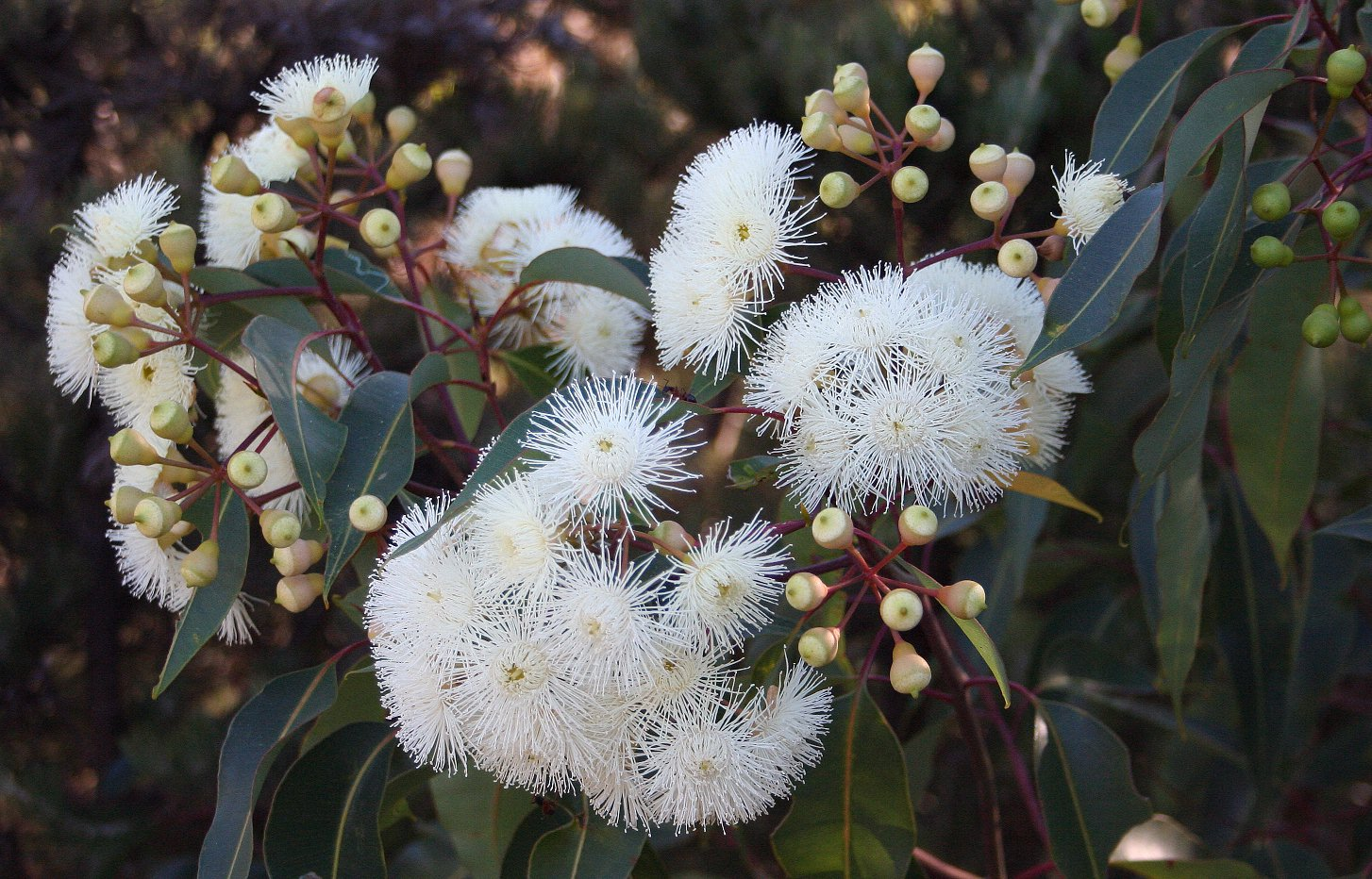
Blütenstand des Marribaumes (Corymbia calophylla)

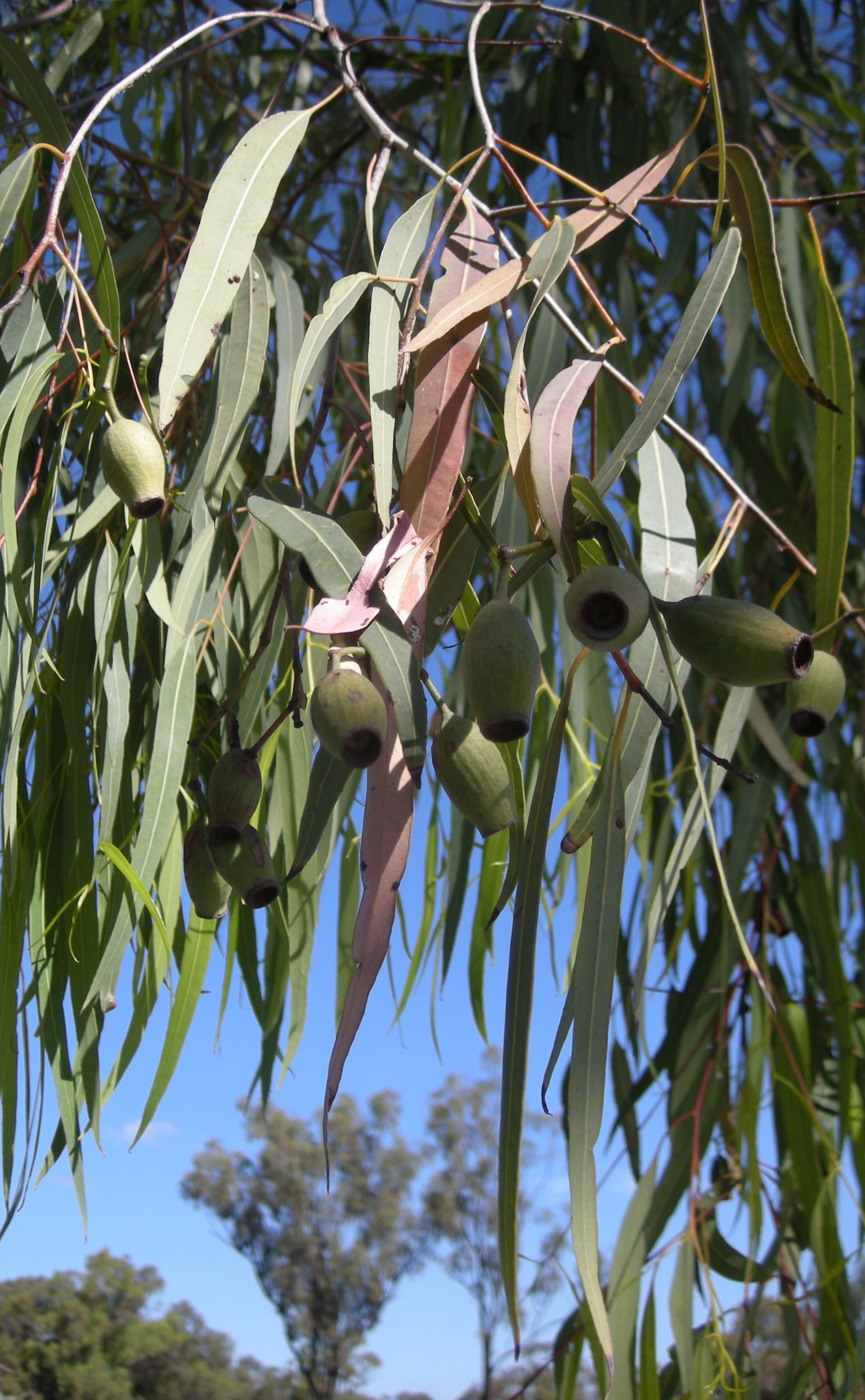
Laubblätter und Früchte von Corymbia clarksoniana

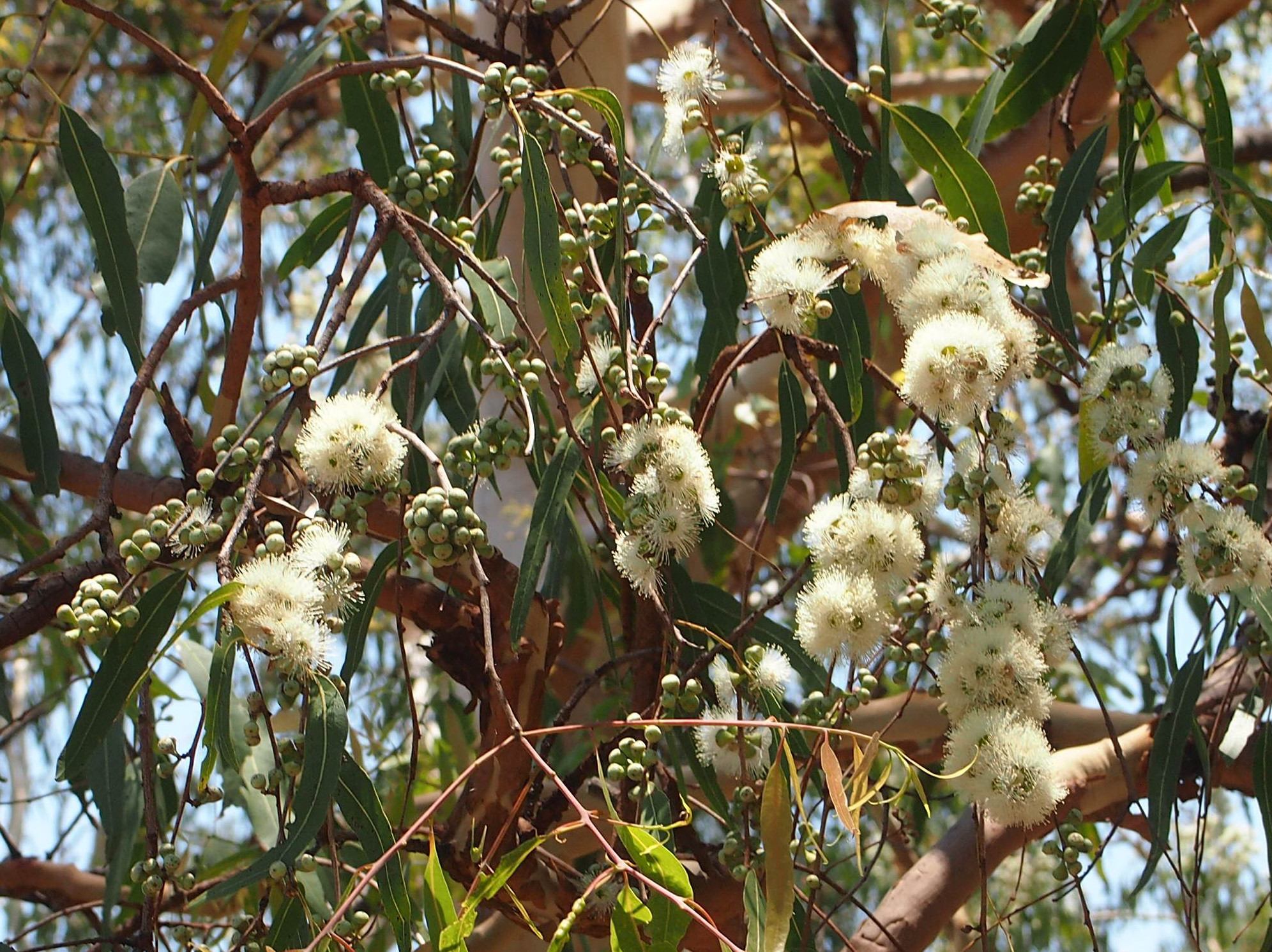
Zweige mit Blütenstände von Corymbia dallachiana

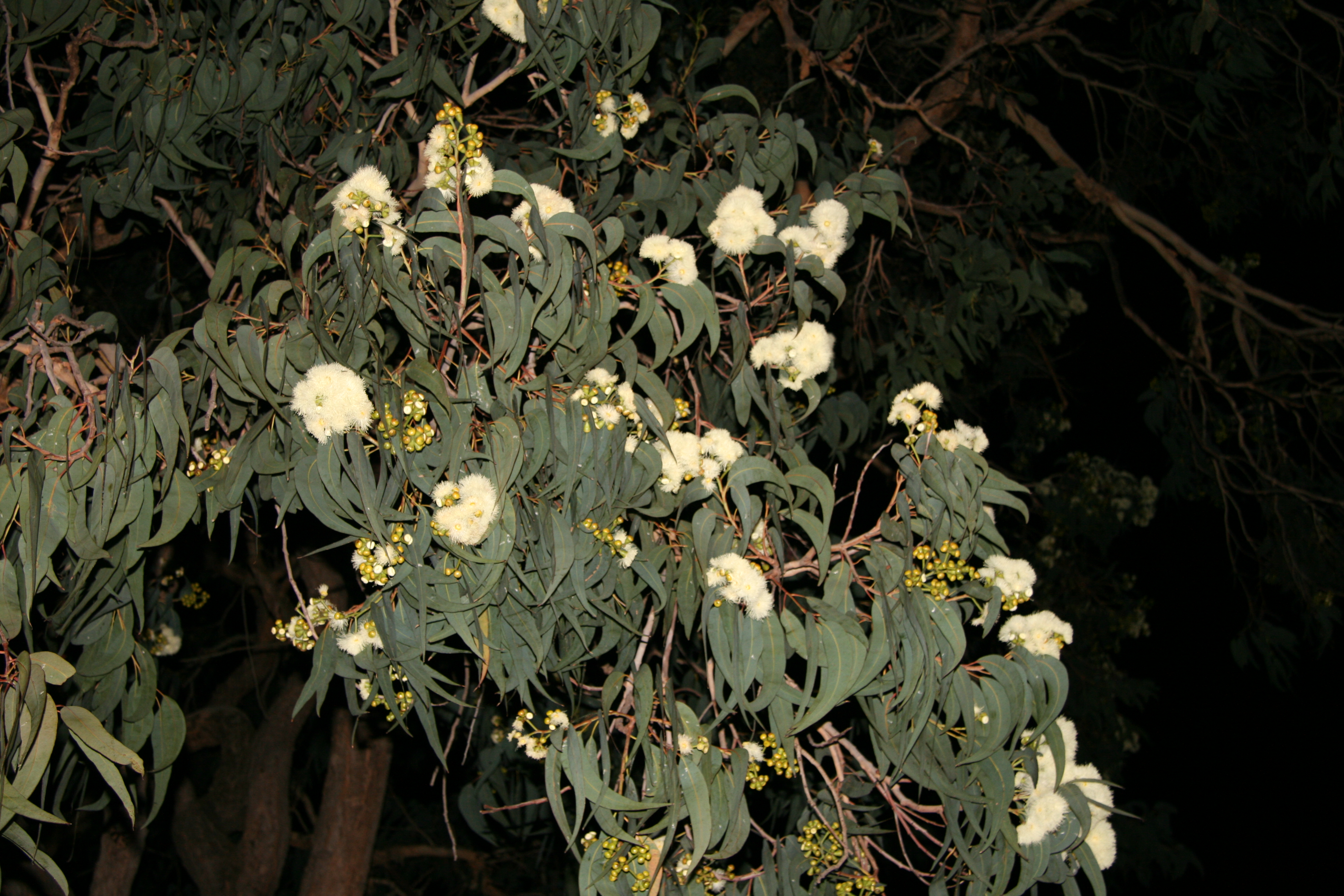
Laubblätter und Blütenstände von Corymbia eximia

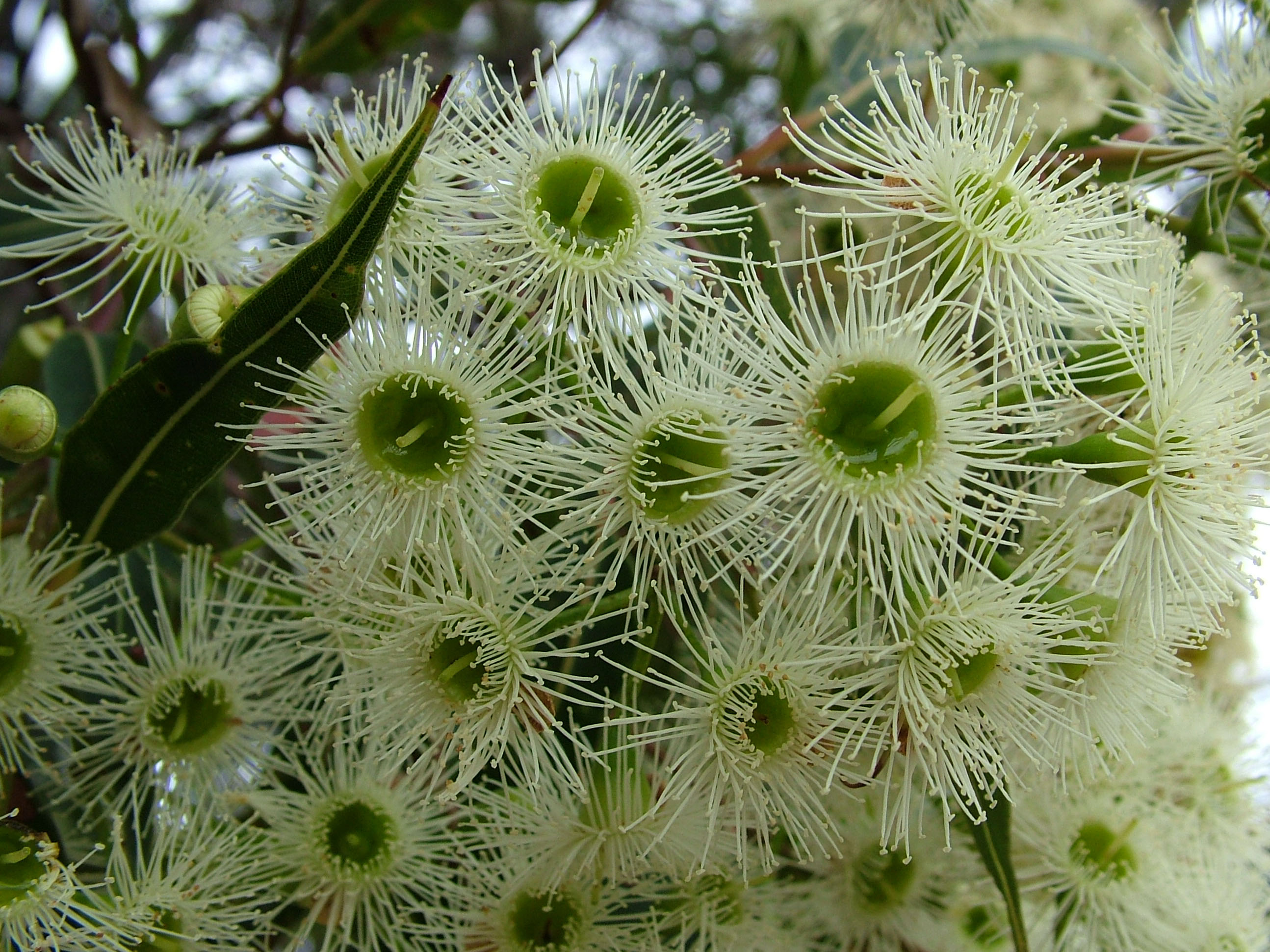
Ausschnitt eines Blütenstandes von Corymbia gummifera

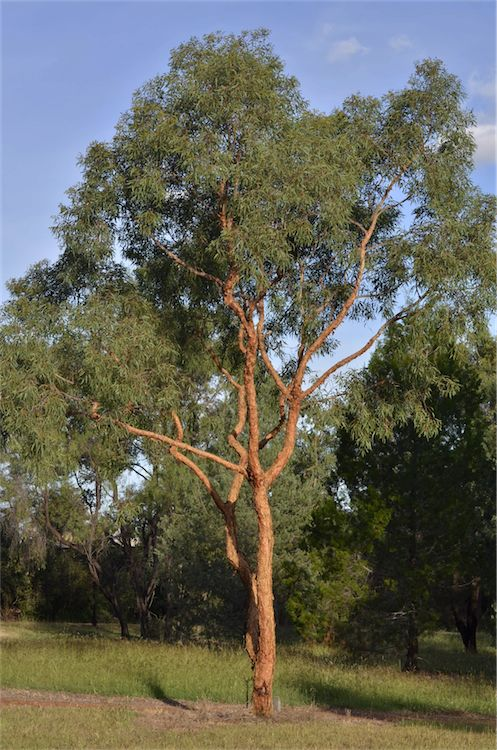
Habitus von Corymbia leichhardtii

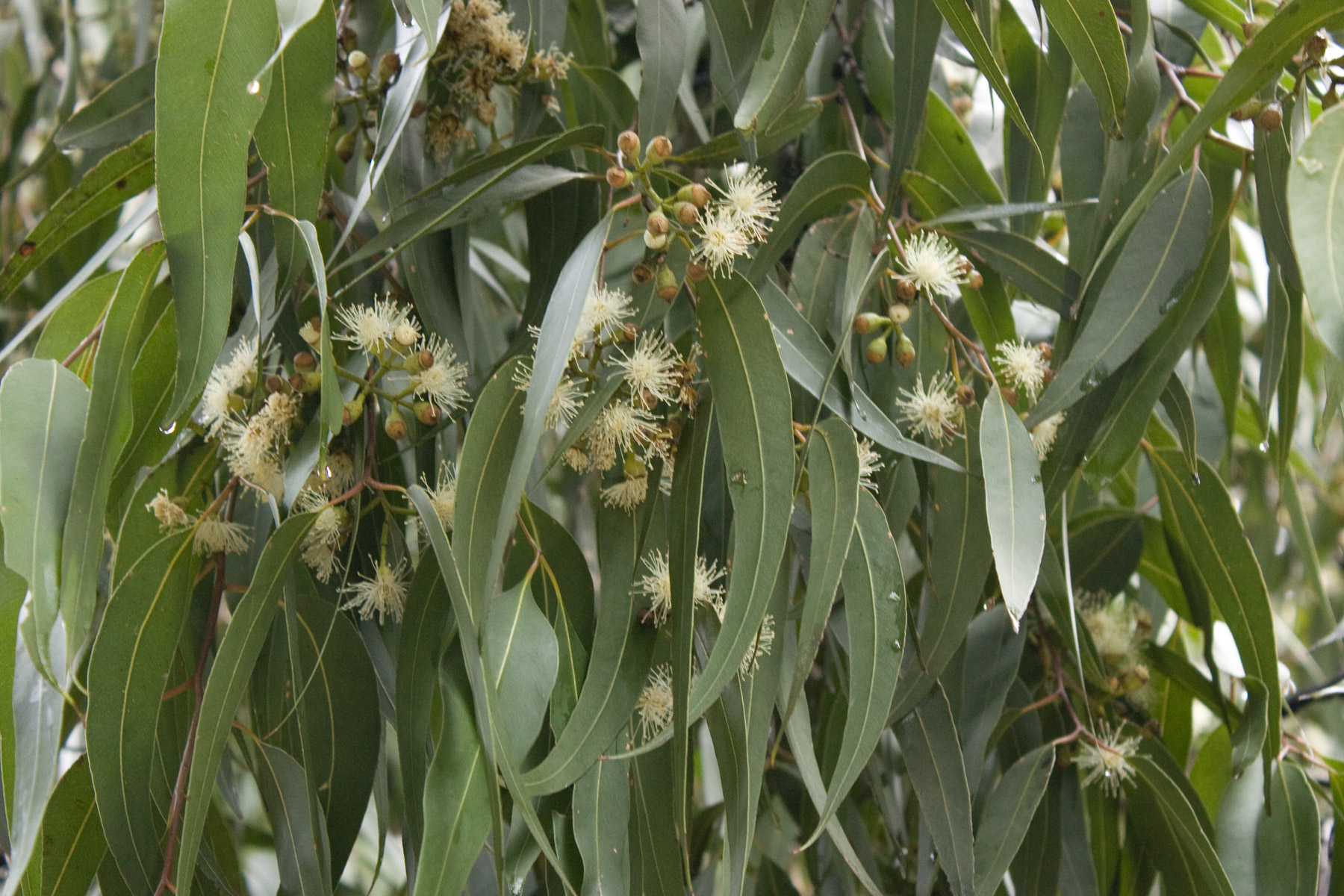
Laubblätter und Blüten von Corymbia maculata

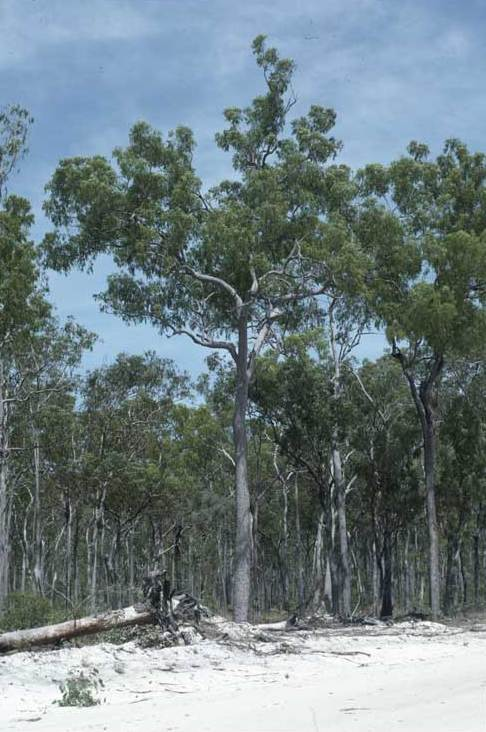
Habitus von Corymbia nesophila

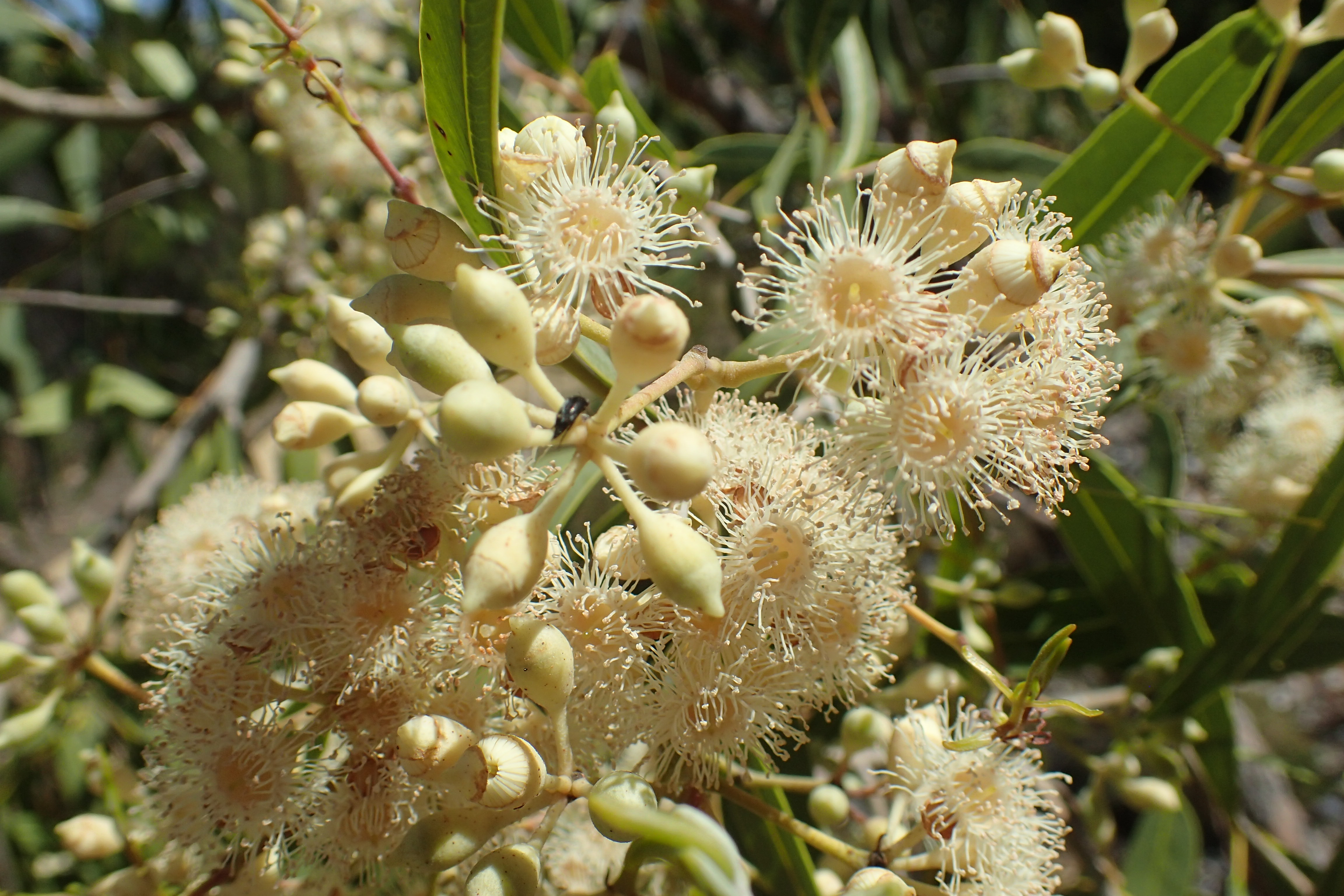
Blütenstand von Corymbia opaca mit Blütenknospen und geöffneten Blüten

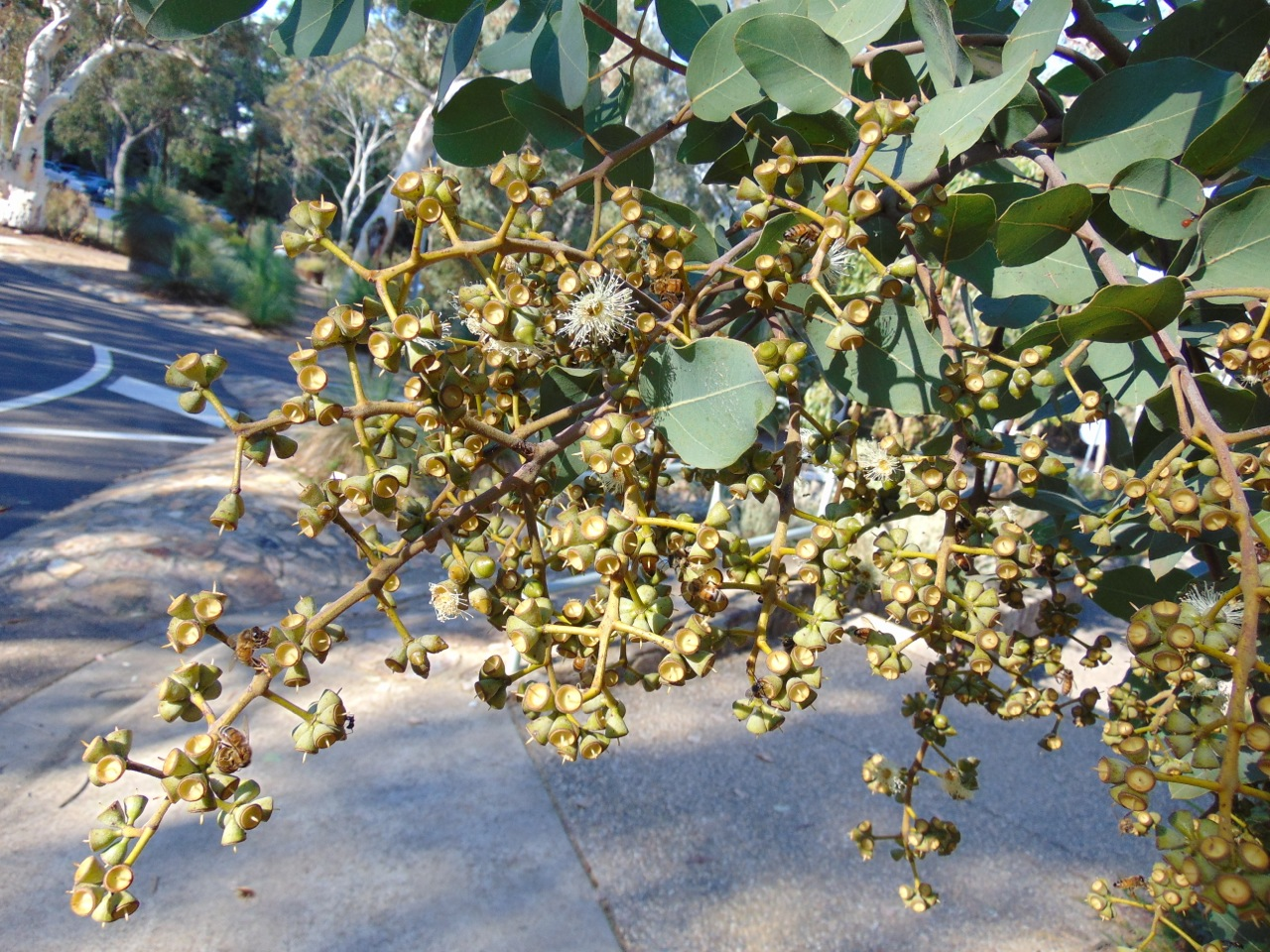
Laubblätter und Blütenstand von Corymbia peltata

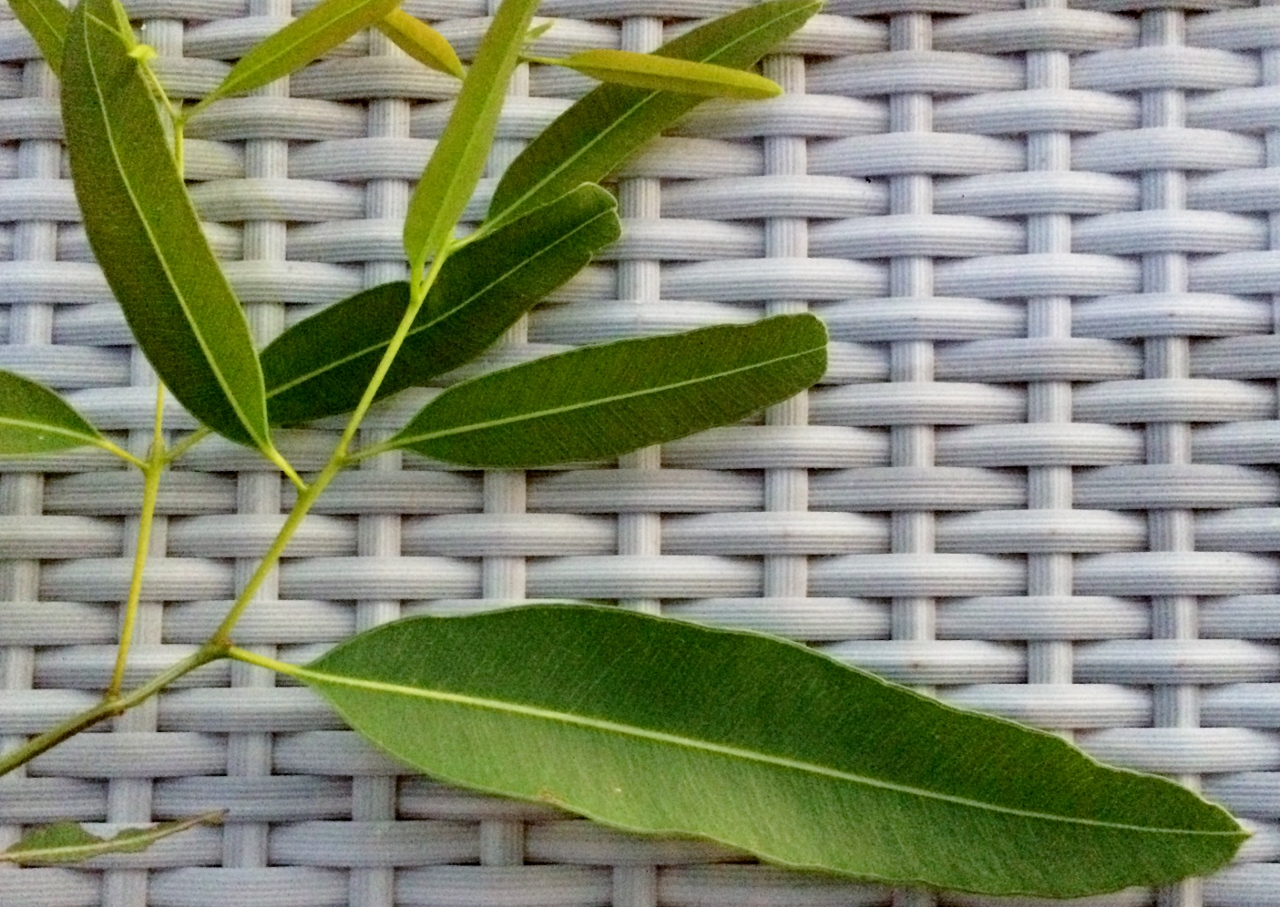
Zweig eines älteren Exemplars von Corymbia polycarpa mit einfachen Laubblättern

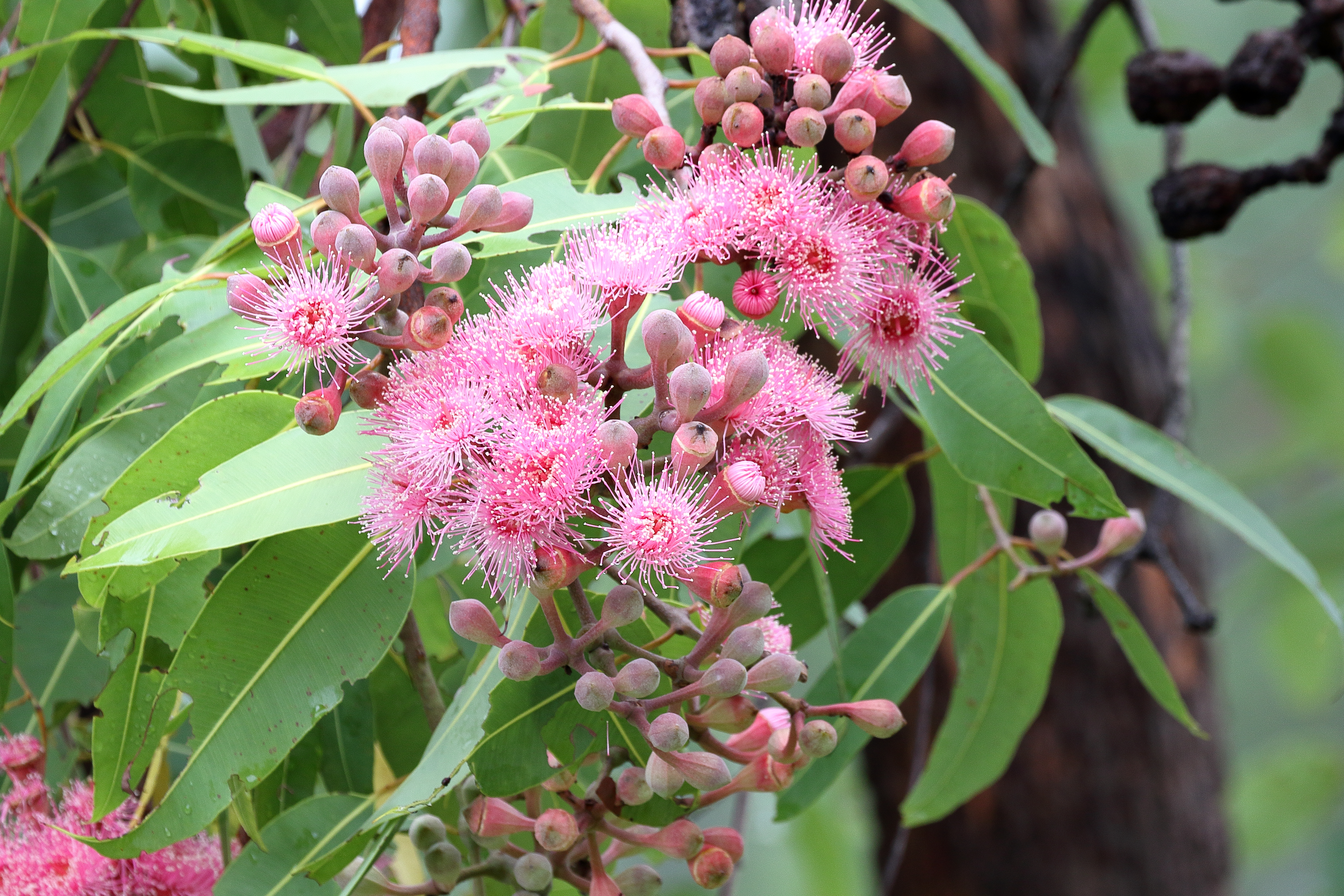
Blütenstände von Corymbia ptychocarpa mit Blütenknospen und geöffneten Blüten

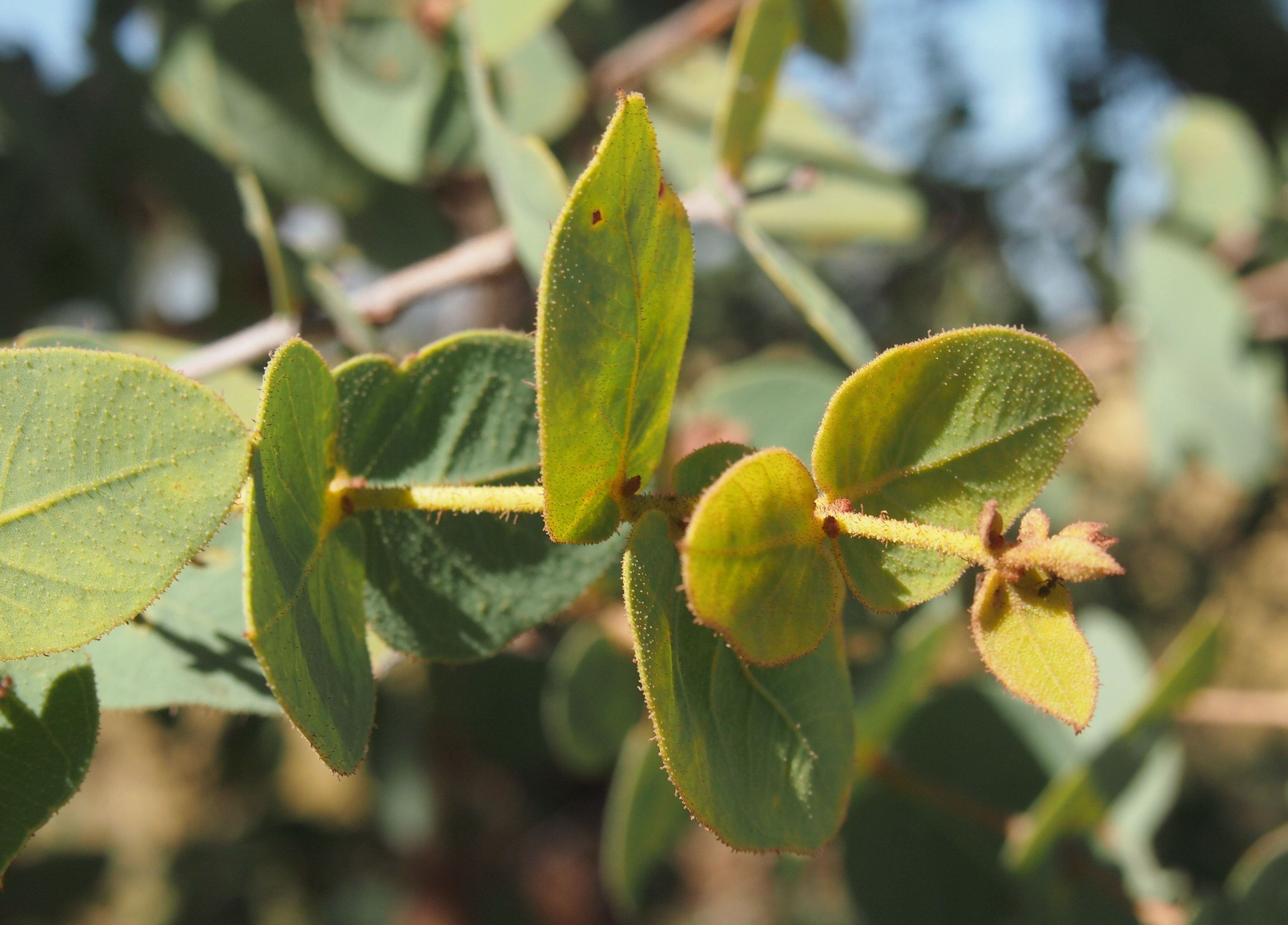
Zweig mit gegenständigen Laubblättern von Corymbia setosa

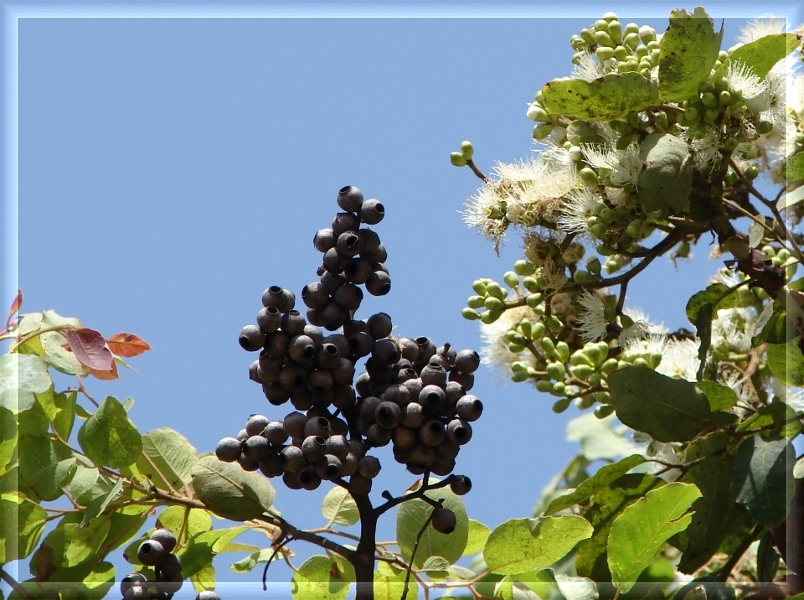
Blütenstand und Fruchtstand von Corymbia torelliana

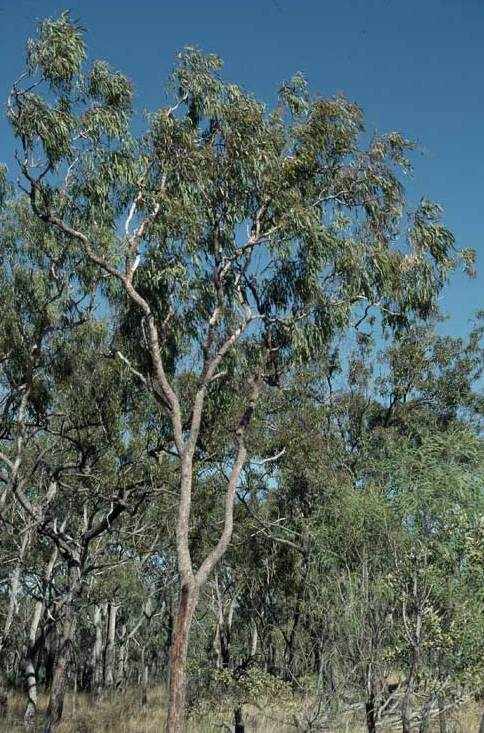
Habitus von Corymbia umbonata

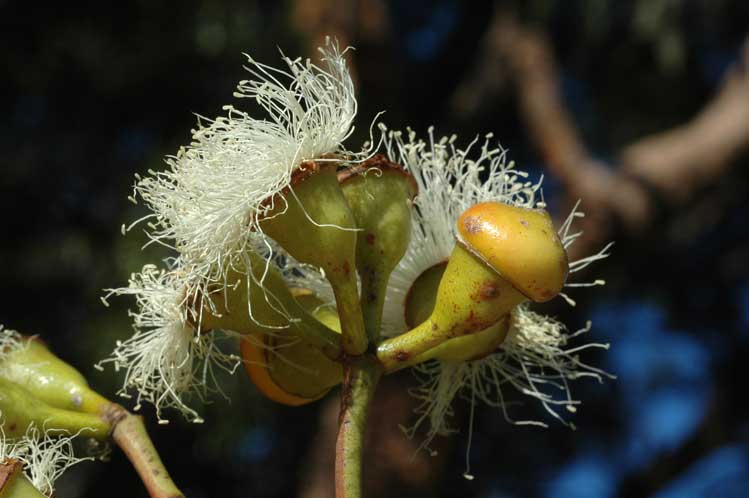
Ausschnitt eines Blütenstandes von Corymbia watsoniana mit Blütenknospe und geöffneter Blüte

### Arten und ihre Verbreitung
Corymbia-Arten kommen vorwiegend in der nördlichen Hälfte Australiens, aber auch im Südwesten von Western Australia und an der Ostküste des Kontinents, bis hinunter ins östliche Victoria, vor. Einige Arten findet man auch an der Südküste von Papua-Neuguinea.
Es gibt etwa 95 (bis 127) Corymbia-Arten:
- Corymbia abbreviata (Blakely & Jacobs) K.D.Hill & L.A.S.Johnson: Sie kommt im australischen Western Australia und Northern Territory vor.[5]
- Corymbia abergiana (F.Muell.) K.D.Hill & L.A.S.Johnson: Sie kommt nur im australischen Bundesstaat Queensland vor.[5]

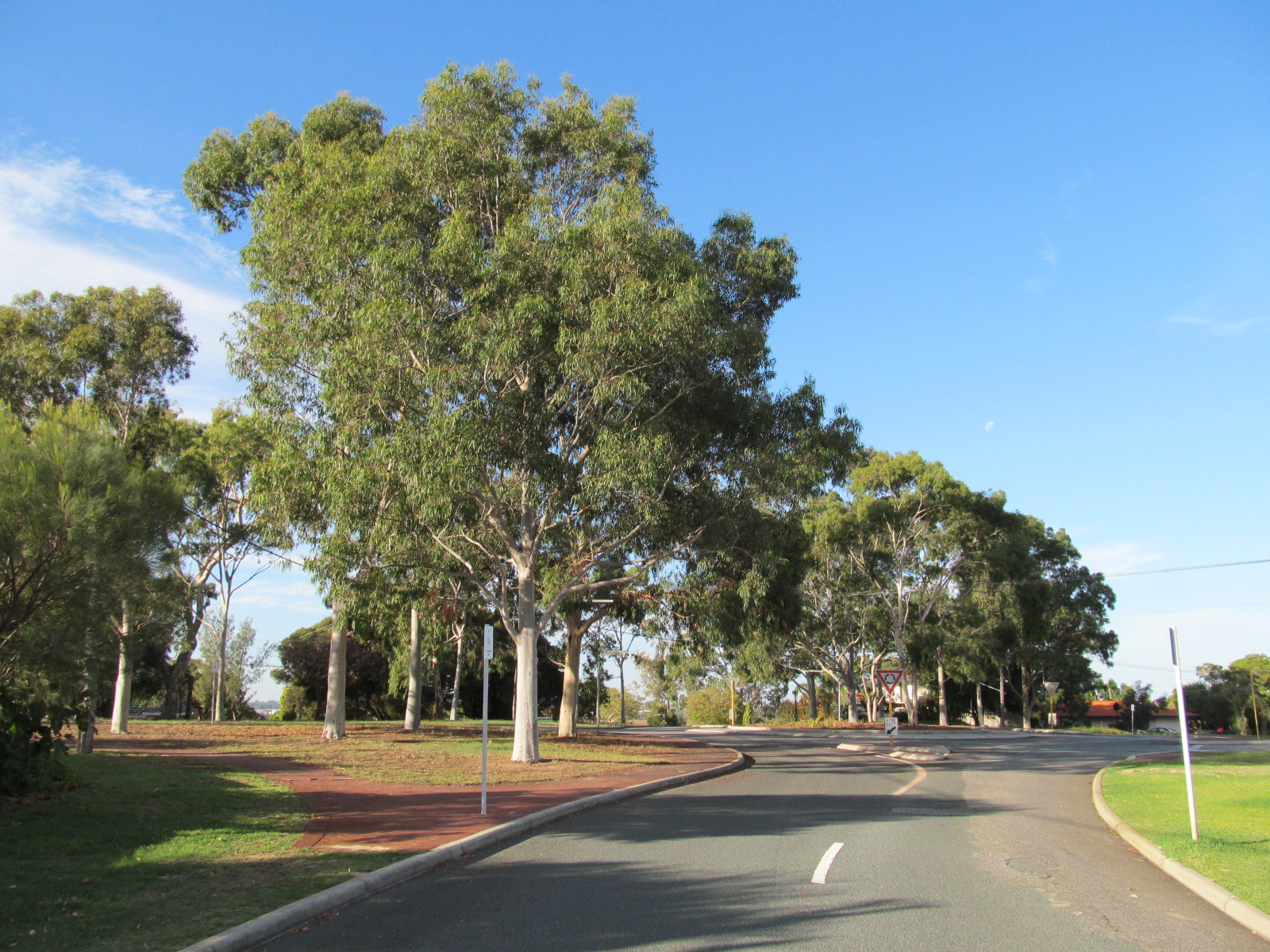
Allee mit Corymbia aparrerinja

- Corymbia aparrerinja K.D.Hill & L.A.S.Johnson (Syn.: Corymbia punkapitiensis K.D.Hill & L.A.S.Johnson): Sie kommt im australischen Western Australia, Queensland und in Northern Territory vor.[5]
- Corymbia arafurica K.D.Hill & L.A.S.Johnson: Sie kommt nur im australischen Northern Territory vor.[5]
- Corymbia arenaria (Blakely) K.D.Hill & L.A.S.Johnson: Sie kommt nur im australischen Bundesstaat Western Australia vor.[5]
- Corymbia arnhemensis (D.J.Carr & S.G.M.Carr) K.D.Hill & L.A.S.Johnson: Sie kommt nur im australischen Northern Territory vor.[5]
- Corymbia aspera (F.Muell.) K.D.Hill & L.A.S.Johnson: Sie kommt im australischen Western Australia, Queensland und Northern Territory vor.[5]
- Corymbia aureola (Brooker & A.R.Bean) K.D.Hill & L.A.S.Johnson: Sie kommt nur im australischen Bundesstaat Queensland vor.[5]
- Corymbia bella K.D.Hill & L.A.S.Johnson: Sie kommt im australischen Western Australia, Queensland und Northern Territory vor.[5]
- Corymbia blakei K.D.Hill & L.A.S.Johnson (Syn.: Corymbia inobvia K.D.Hill & L.A.S.Johnson, Corymbia blakei subsp. rasilis K.D.Hill & L.A.S.Johnson): Sie kommt nur im australischen Bundesstaat Queensland vor.[5]
- Corymbia bleeseri (Blakely) K.D.Hill & L.A.S.Johnson: Sie kommt im australischen Western Australia und Northern Territory vor.[5]
- Corymbia bloxsomei (Maiden) K.D.Hill & L.A.S.Johnson: Sie kommt nur im australischen Bundesstaat Queensland vor.[5]
- Corymbia brachycarpa (D.J.Carr & S.G.M.Carr) K.D.Hill & L.A.S.Johnson: Sie kommt nur im australischen Bundesstaat Queensland vor.[5]
- Corymbia bunites (Brooker & A.R.Bean) K.D.Hill & L.A.S.Johnson: Sie kommt nur im australischen Bundesstaat Queensland vor.[5]
- Corymbia cadophora K.D.Hill & L.A.S.Johnson: Die drei Unterarten kommen nur im australischen Bundesstaat Western Australia vor.[5]
- Marribaum (Corymbia calophylla (R.Br. ex Lindl.) K.D.Hill & L.A.S.Johnson): Sie kommt im australischen Western Australia und South Australia (dort vielleicht nur eingebürgert) vor.[5]
- Corymbia candida K.D.Hill & L.A.S.Johnson: Sie kommt im australischen Western Australia und Northern Territory vor.[5]
- Corymbia chartacea K.D.Hill & L.A.S.Johnson: Sie kommt nur im australischen Northern Territory vor.[5]
- Corymbia ×chillagoensis K.D.Hill & L.A.S.Johnson: Diese Naturhybride kommt nur im australischen Bundesstaat Queensland vor.[5]
- Corymbia chippendalei (D.J.Carr & S.G.M.Carr) K.D.Hill & L.A.S.Johnson: Sie kommt im australischen Western Australia und Northern Territory vor.[5]
- Zitroneneukalyptus (Corymbia citriodora (Hook.) K.D.Hill & L.A.S.Johnson, Corymbia variegata (F.Muell.) K.D.Hill & L.A.S.Johnson, Corymbia citriodora subsp. variegata (F.Muell.) A.R.Bean & M.W.McDonald): Sie kommt in einigen Gebieten von Queensland sowie New South Wales natürlich vor und ist dort in anderen Gebieten eingebürgert. In Western Australia, South Australia sowie Victoria ist sie ein Neophyt.[5]
- Corymbia clandestina (A.R.Bean) K.D.Hill & L.A.S.Johnson: Sie kommt nur im australischen Bundesstaat Queensland vor.[5]
- Corymbia clarksoniana (D.J.Carr & S.G.M.Carr) K.D.Hill & L.A.S.Johnson (Syn.: Corymbia dolichocarpa (D.J.Carr & S.G.M.Carr) K.D.Hill & L.A.S.Johnson, Corymbia maritima K.D.Hill & L.A.S.Johnson, Corymbia ligans subsp. burdekinensis K.D.Hill & L.A.S.Johnson): Sie kommt in den australischen Bundesstaaten Queensland sowie New South Wales vor.[5]
- Corymbia clavigera (A.Cunn. ex Schauer) K.D.Hill & L.A.S.Johnson: Sie kommt nur im australischen Bundesstaat Western Australia vor.[5]
- Corymbia cliftoniana (W.Fitzg.) K.D.Hill & L.A.S.Johnson: Sie kommt im australischen Western Australia und Northern Territory vor.[5]
- Corymbia collina (W.Fitzg.) K.D.Hill & L.A.S.Johnson: Sie kommt nur im australischen Bundesstaat Western Australia vor.[5]
- Corymbia confertiflora (Kippist ex F.Muell.) K.D.Hill & L.A.S.Johnson: Sie kommt im australischen Western Australia, Queensland und Northern Territory vor.[5]
- Corymbia dallachiana (Benth.) K.D.Hill & L.A.S.Johnson: Sie kommt nur im australischen Bundesstaat Queensland vor.[5]
- Corymbia dendromerinx K.D.Hill & L.A.S.Johnson: Sie kommt nur im australischen Bundesstaat Western Australia vor.[5]
- Corymbia deserticola (S.G.M.Carr) K.D.Hill & L.A.S.Johnson: Die zwei Unterarten kommen im australischen Western Australia und Northern Territory vor.[5]
- Corymbia dichromophloia (F.Muell.) K.D.Hill & L.A.S.Johnson (Syn.: Corymbia rubens K.D.Hill & L.A.S.Johnson, Corymbia capricornia (D.J.Carr & S.G.M.Carr) K.D.Hill & L.A.S.Johnson): Sie kommt im australischen Western Australia, Queensland und Northern Territory vor.[5]
- Corymbia disjuncta K.D.Hill & L.A.S.Johnson (Syn.: Corymbia karelgica K.D.Hill & L.A.S.Johnson): Sie kommt im australischen Western Australia, Queensland und Northern Territory vor.[5]
- Corymbia dunlopiana K.D.Hill & L.A.S.Johnson: Sie kommt nur im australischen Northern Territory vor.[5]
- Corymbia ellipsoidea (D.J.Carr & S.G.M.Carr) K.D.Hill & L.A.S.Johnson (Syn.: Corymbia porphyritica K.D.Hill & L.A.S.Johnson): Sie kommt nur im australischen Bundesstaat Queensland vor.[5]
- Corymbia eremaea (D.J.Carr & S.G.M.Carr) K.D.Hill & L.A.S.Johnson (Syn.: Corymbia eremaea subsp. oligocarpa (Blakely & Jacobs) K.D.Hill & L.A.S.Johnson): Sie kommt im australischen Western Australia, Queensland und Northern Territory vor.[5]
- Corymbia erythrophloia (Blakely) K.D.Hill & L.A.S.Johnson: Sie kommt nur im australischen Bundesstaat Queensland vor.[5]
- Corymbia eximia (Schauer) K.D.Hill & L.A.S.Johnson: Sie kommt nur im australischen Bundesstaat New South Wales vor.[5]
- Corymbia ferriticola (Brooker & Edgecombe) K.D.Hill & L.A.S.Johnson (Syn.: Corymbia ferriticola subsp. sitiens (Schauer) K.D.Hill & L.A.S.Johnson): Sie kommt nur im australischen Bundesstaat Western Australia vor.[5]
- Corymbia ferruginea (Schauer) K.D.Hill & L.A.S.Johnson: Die zwei Unterarten kommen im australischen Western Australia, Queensland und Northern Territory vor.[5]
- Corymbia ficifolia (F.Muell.) K.D.Hill & L.A.S.Johnson: Sie kommt im australischen Western Australia und South Australia (dort vielleicht nur eingebürgert) vor.[5]
- Corymbia flavescens K.D.Hill & L.A.S.Johnson: Sie kommt im australischen Western Australia, Queensland und Northern Territory vor.[5]
- Corymbia foelscheana (F.Muell.) K.D.Hill & L.A.S.Johnson: Sie kommt im australischen Western Australia und Northern Territory vor.[5]
- Corymbia gilbertensis (Maiden & Blakely) K.D.Hill & L.A.S.Johnson: Sie kommt nur im australischen Bundesstaat Queensland vor.[5]
- Corymbia grandifolia (R.Br. ex Benth.) K.D.Hill & L.A.S.Johnson: Die drei Unterarten kommen im australischen Western Australia, Queensland und Northern Territory vor.[5]
- Corymbia greeniana (D.J.Carr & S.G.M.Carr) K.D.Hill & L.A.S.Johnson (Syn.: Corymbia curtipes (D.J.Carr & S.G.M.Carr) K.D.Hill & L.A.S.Johnson, Corymbia byrnesii (D.J.Carr & S.G.M.Carr) K.D.Hill & L.A.S.Johnson): Sie kommt im australischen Western Australia, Queensland und Northern Territory vor.[5]
- Corymbia gummifera (Gaertn.) K.D.Hill & L.A.S.Johnson: Sie kommt in den australischen Bundesstaaten New South Wales, Queensland und Victoria vor.[5]
- Corymbia haematoxylon (Maiden) K.D.Hill & L.A.S.Johnson: Sie kommt nur im australischen Bundesstaat Western Australia vor.[5]
- Corymbia hamersleyana (D.J.Carr & S.G.M.Carr) K.D.Hill & L.A.S.Johnson (Syn.: Corymbia semiclara K.D.Hill & L.A.S.Johnson): Sie kommt nur im australischen Bundesstaat Western Australia vor.[5]
- Corymbia hendersonii K.D.Hill & L.A.S.Johnson: Sie kommt nur im australischen Bundesstaat Queensland vor.[5]
- Corymbia henryi (S.T.Blake) K.D.Hill & L.A.S.Johnson: Sie kommt in den australischen Bundesstaaten New South Wales und Queensland vor.[5]
- Corymbia hylandii (D.J.Carr & S.G.M.Carr) K.D.Hill & L.A.S.Johnson: Sie kommt nur im australischen Bundesstaat Queensland vor.[5]
- Corymbia intermedia (F.Muell. ex R.T.Baker) K.D.Hill & L.A.S.Johnson: Sie kommt in den australischen Bundesstaaten New South Wales und Queensland vor.[5]
- Corymbia jacobsiana (Blakely) K.D.Hill & L.A.S.Johnson: Sie kommt nur im australischen Northern Territory vor.[5]
- Corymbia kombolgiensis (Brooker & Dunlop) K.D.Hill & L.A.S.Johnson: Sie kommt nur im australischen Northern Territory vor.[5]
- Corymbia lamprophylla (Brooker & A.R.Bean) K.D.Hill & L.A.S.Johnson: Sie kommt nur im australischen Bundesstaat Queensland vor.[5]
- Corymbia latifolia (F.Muell.) K.D.Hill & L.A.S.Johnson: Sie kommt im australischen Western Australia, Queensland und Northern Territory vor.[5]
- Corymbia leichhardtii (F.M.Bailey) K.D.Hill & L.A.S.Johnson: Sie kommt nur im australischen Bundesstaat Queensland vor.[5]
- Corymbia lenziana (D.J.Carr & S.G.M.Carr) K.D.Hill & L.A.S.Johnson: Sie kommt im australischen South Australia, Western Australia und Northern Territory vor.[5]
- Corymbia leptoloma (Brooker & A.R.Bean) K.D.Hill & L.A.S.Johnson: Sie kommt nur im australischen Bundesstaat Queensland vor.[5]
- Corymbia ligans K.D.Hill & L.A.S.Johnson: Sie kommt nur im australischen Bundesstaat Queensland vor.[5]
- Corymbia maculata (Hook.) K.D.Hill & L.A.S.Johnson: Sie kommt wohl nur in Victoria natürlich in einigen Gebieten vor, in anderen Teilen dieses Bundesstaates ist sie eingebürgert. In South Australia sowie Western Australia ist sie wohl ein Neophyt.[5]
- Corymbia nesophila (Blakely) K.D.Hill & L.A.S.Johnson: Sie kommt im australischen Western Australia, Queensland und Northern Territory vor.[5]
- Corymbia novoguinensis (D.J.Carr & S.G.M.Carr) K.D.Hill & L.A.S.Johnson: Sie kommt nur im australischen Bundesstaat Queensland vor.[5] Sie kommt auf einigen Inseln der Torres-Straße, in Papua-Neuguinea und in West-Papua vor.
- Corymbia oocarpa (D.J.Carr & S.G.M.Carr) K.D.Hill & L.A.S.Johnson: Sie kommt nur im australischen Northern Territory vor.[5]
- Corymbia opaca (D.J.Carr & S.G.M.Carr) K.D.Hill & L.A.S.Johnson: Sie kommt im australischen Western Australia, South Australia und Northern Territory vor.[5]
- Corymbia ×opacula L.A.S.Johnson: Sie kommt nur im australischen Bundesstaat Western Australia vor.[5]
- Corymbia pachycarpa K.D.Hill & L.A.S.Johnson (Syn.: Corymbia pachycarpa subsp. glabrescens K.D.Hill & L.A.S.Johnson): Sie kommt im australischen Western Australia und Northern Territory vor.[5]
- Corymbia papillosa K.D.Hill & L.A.S.Johnson (Syn.: Corymbia papillosa subsp. globifera K.D.Hill & L.A.S.Johnson): Sie kommt im australischen Western Australia und Northern Territory vor.[5]
- Corymbia papuana (F.Muell.) K.D.Hill & L.A.S.Johnson (Syn.: Corymbia paracolpica K.D.Hill & L.A.S.Johnson): Sie kommt im südlichen Papua-Neuguinea, südlichen West-Papua, auf Inseln der Torres Straße und auf dem nördlichen Teil der Cape York Halbinsel, die zu Queensland gehört, vor.[5]
- Corymbia paractia K.D.Hill & L.A.S.Johnson: Sie kommt nur im australischen Bundesstaat Western Australia vor.[5]
- Corymbia paractia K.D.Hill & L.A.S.Johnson: Sie kommt nur im australischen Bundesstaat Western Australia vor.[5]
- Corymbia pauciseta K.D.Hill & L.A.S.Johnson: Sie kommt nur im australischen Northern Territory vor.[5]
- Corymbia ×pedimontana L.A.S.Johnson: Sie kommt nur im australischen Bundesstaat Western Australia vor.[5]
- Corymbia peltata (Benth.) K.D.Hill & L.A.S.Johnson (Syn.: Corymbia dimorpha (Brooker & A.R.Bean) K.D.Hill & L.A.S.Johnson): Sie kommt nur im australischen Bundesstaat Queensland vor.[5]
- Corymbia petalophylla (Brooker & A.R.Bean) K.D.Hill & L.A.S.Johnson: Sie kommt nur im australischen Bundesstaat Queensland vor.[5]
- Corymbia plena K.D.Hill & L.A.S.Johnson: Sie kommt nur im australischen Bundesstaat Queensland vor.[5]
- Corymbia pocillum (D.J.Carr & S.G.M.Carr) K.D.Hill & L.A.S.Johnson: Sie kommt nur im australischen Bundesstaat Queensland vor.[5]
- Corymbia polycarpa (F.Muell.) K.D.Hill & L.A.S.Johnson: Sie kommt im australischen Western Australia, Queensland und Northern Territory vor.[5]
- Corymbia polysciada (F.Muell.) K.D.Hill & L.A.S.Johnson: Sie kommt nur im australischen Northern Territory vor.[5]
- Corymbia porrecta (S.T.Blake) K.D.Hill & L.A.S.Johnson: Sie kommt nur im australischen Northern Territory vor.[5]
- Corymbia ptychocarpa (F.Muell.) K.D.Hill & L.A.S.Johnson: Die zwei Unterarten kommen im australischen Western Australia, Queensland und Northern Territory vor.[5]
- Corymbia rhodops (D.J.Carr & S.G.M.Carr) K.D.Hill & L.A.S.Johnson: Sie kommt nur im australischen Bundesstaat Queensland vor.[5]
- Corymbia scabrida (Brooker & A.R.Bean) K.D.Hill & L.A.S.Johnson: Sie kommt nur im australischen Bundesstaat Queensland vor.[5]
- Corymbia serendipita (Brooker & Kleinig) A.R.Bean (Syn.: Corymbia arnhemensis subsp. monticola K.D.Hill & L.A.S.Johnson): Diese Neukombination erfolgte 2002. Sie kommt nur im australischen Bundesstaat Queensland vor.[5]
- Corymbia setosa (Schauer) K.D.Hill & L.A.S.Johnson (Syn.: Corymbia setosa subsp. pedicellaris K.D.Hill & L.A.S.Johnson): Sie kommt im australischen Queensland und Northern Territory vor.[5]
- Corymbia sphaerica K.D.Hill & L.A.S.Johnson: Sie kommt nur im australischen Northern Territory vor.[5]
- Corymbia stockeri (D.J.Carr & S.G.M.Carr) K.D.Hill & L.A.S.Johnson: Die zwei Unterarten kommen nur im australischen Bundesstaat Queensland vor.[5]
- Corymbia terminalis (F.Muell.) K.D.Hill & L.A.S.Johnson (Syn.: Corymbia tumescens K.D.Hill & L.A.S.Johnson): Sie kommt im australischen Western Australia, South Australia, Queensland und Northern Territory vor.[5]
- Corymbia tessellaris (F.Muell.) K.D.Hill & L.A.S.Johnson: Sie kommt in den australischen Bundesstaaten New South Wales und Queensland vor.[5]
- Corymbia torelliana (F.Muell.) K.D.Hill & L.A.S.Johnson: Sie kommt nur im australischen Bundesstaat Queensland vor.[5]
- Corymbia torta K.D.Hill & L.A.S.Johnson: Sie kommt nur im australischen Bundesstaat Western Australia vor.[5]
- Corymbia trachyphloia (F.Muell.) K.D.Hill & L.A.S.Johnson (Syn.: Corymbia trachyphloia subsp. carnarvonica K.D.Hill & L.A.S.Johnson, Corymbia trachyphloia subsp. amphistomatica K.D.Hill & L.A.S.Johnson): Sie kommt in den australischen Bundesstaaten New South Wales und Queensland vor.[5]
- Corymbia umbonata (D.J.Carr & S.G.M.Carr) K.D.Hill & L.A.S.Johnson: Sie kommt nur im australischen Northern Territory vor.[5]
- Corymbia watsoniana (F.Muell.) K.D.Hill & L.A.S.Johnson: Die zwei Unterarten kommen nur im australischen Bundesstaat Queensland vor.[5]
- Corymbia xanthope (A.R.Bean & Brooker) K.D.Hill & L.A.S.Johnson: Sie kommt nur im australischen Bundesstaat Queensland vor.[5]
- Corymbia zygophylla (Blakely) K.D.Hill & L.A.S.Johnson: Sie kommt nur im australischen Bundesstaat Western Australia vor.[5]

## Nutzung
Einige Corymbia-Arten werden als Zierpflanzen verwendet. Beispiele dafür sind: Corymbia aparrerinja, Corymbia calophylla, Corymbia citriodora (Dieser hochgewachsener Baum ist bekannt für die Schönheit seines weißen oder hellgrauen Stammes; sofort am starken Zitronenduft der Blätter erkennbar), Corymbia ficifolia, Corymbia maculata (Er besitzt eine Borke mit eigenartigen, unregelmäßigen runden Flicken, die verschiedene Farben annehmen können, von beige über blaugrau bis orangefarben, rosafarben oder rot), Corymbia ptychocarpa und Corymbia torelliana. Von einigen Arten gibt es Sorten.
Das Holz einiger Corymbia-Arten, das als sehr hart gilt, wird in Industrie und Handwerk verarbeitet:
- Spotted Gum (Corymbia citriodora, Corymbia henryi und Corymbia maculata): Ihr Kernholz ist hellbraun bis dunkel rotbraun und besitzt ein spezifisches Gewicht von etwa 1010 kg/m³. Es wird als Bau- und Möbelholz eingesetzt und dient beispielsweise im Bootsbau und zur Herstellung von Werkzeuggriffen, Eisenbahnschwellen und Fußböden.[11]
- Red Bloodwood (Corymbia gummifera, Corymbia intermedia und Corymbia polycarpa): Die Farbe des Kernholzes variiert von altrosa über tief rot bis rotbraun und sein spezifisches Gewicht liegt bei etwa 1010 kg/m³. Es dient beispielsweise zur Herstellung von Balken, Eisenbahnschwellen Hartfaserplatten und Zäunen[12]
- Carbeen (Corymbia tessellaris): Ihr Kernholz ist mittel- bis dunkelbraun und besitzt ein spezifisches Gewicht von etwa 1040 kg/m³. Es wird als Bau- und Möbelholz eingesetzt und dient beispielsweise im Wagenbau und zur Herstellung von Eisenbahnschwellen, Fußböden, Verkleidungen und Zäunen.[13]